# Feuerwehrhotel Sankt Florian
Das Feuerwehrhotel Sankt Florian in Hinterzarten ist ein Feuerwehr-Erholungsheim im Rahmen des Sozialwerks der baden-württembergischen Feuerwehren.

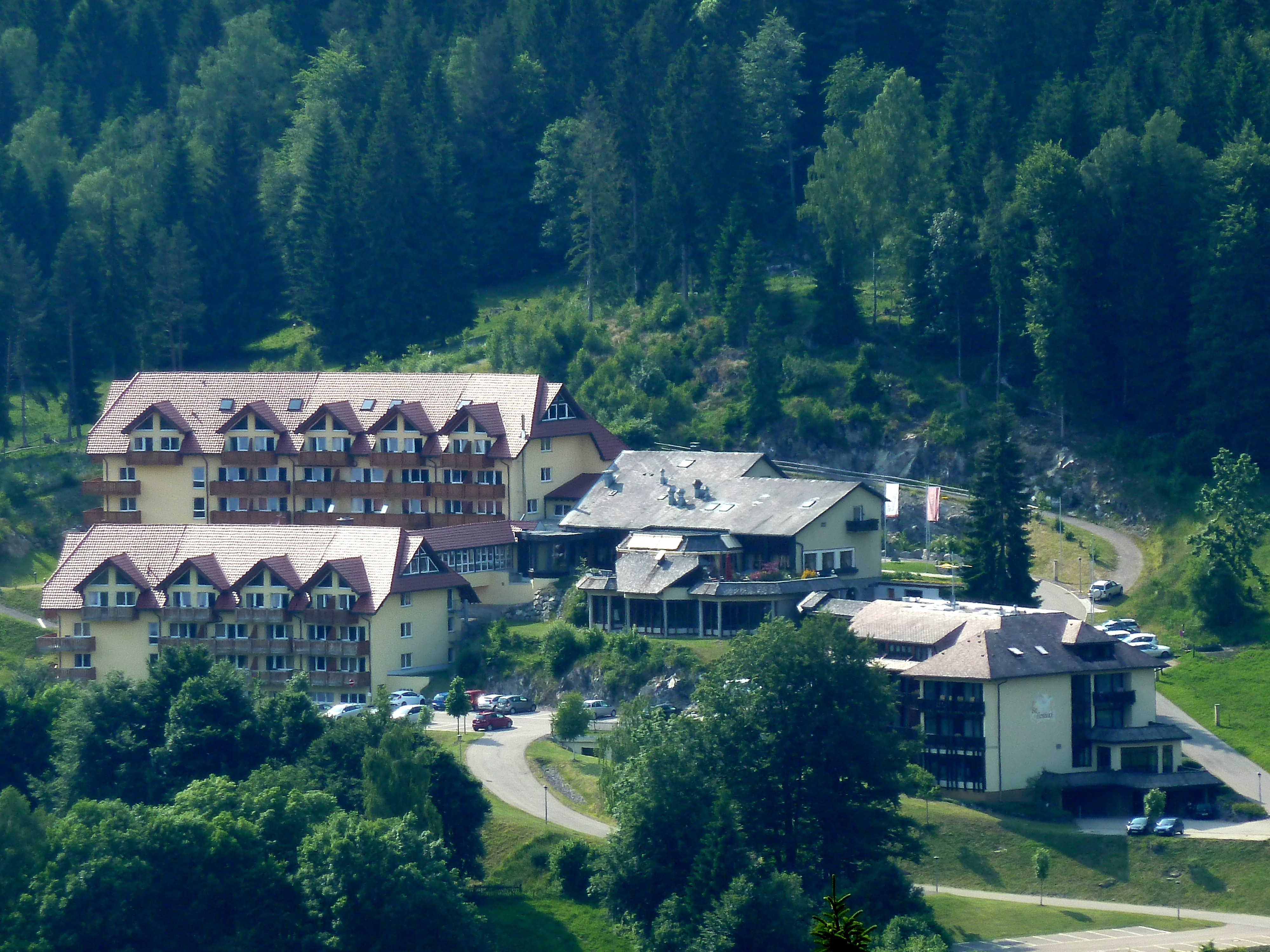
Feuerwehrhotel Sankt Florian

## Funktion
Besitzer des Feuerwehrhotels ist der Landesfeuerwehrverband Baden-Württemberg, Träger und Betreiber der Verein Baden-Württembergisches Feuerwehrheim e.V. Mitglieder dieses Vereins sind die baden-württembergischen Feuerwehren über die Stadt- und Kreisverbände. Das Feuerwehr-Erholungsheim liegt auf der Gemarkung Hinterzarten-Bruderhalde, ist allerdings nur von Titisee aus erreichbar. Es verfügt über 68 Zimmer mit 126 Betten. Es gibt in Baden-Württemberg keine weiteren Feuerwehr-Einrichtungen dieser Art. In erster Linie dient das Hotel der Erholung und Regeneration der rund 177.000 Feuerwehrfrauen und -männer der baden-württembergischen Feuerwehren von den Anstrengungen des Feuerwehrdienstes und auch dazu, die Genesung nach Unfällen oder belastenden Ereignissen zu unterstützen. Die Kreis- und Stadtverbände erhalten hierfür auch Freikontingente für einen Aufenthalt. Außerdem bestehen Möglichkeiten zur Aus- und Fortbildung.

## Geschichte
Am 10. Mai 1956 wurde das Feuerwehr-Erholungsheim Sankt Florian eingeweiht. Die Pläne zum Bau des Hauses stammten vom Feuerwehrmann und Architekten Albert Bürger (1913–1996). 1953 wurde für das Gebäude eine Baugenehmigung erteilt, obwohl das Baugelände inzwischen Landschaftsschutzgebiet geworden war. Fritz Köhler, Landtagsabgeordneter und Vorsitzender des Vereines Baden-Württembergisches Feuerwehrheim, erreichte um 1958 die Gewährung eines Darlehens von 400.000 DM durch das Land Baden-Württemberg. Es wurde später in einen verlorenen Zuschuss umgewandelt. 2005 wurde damit begonnen, das Erholungsheim grundlegend zu modernisieren und zu erweitern. Die Landesregierung hatte dazu einen Zuschuss von 4,5 Millionen Euro zugesagt. Das Land hatte damit den öffentlichen Auftrag, den die Feuerwehren erfüllen, anerkannt und auch das Sozialwerk des Landesfeuerwehrverbandes als förderwürdig eingestuft. 2007 wurde die Erweiterung fertiggestellt. Präsidium und Vereinsausschuss beschlossen am 10. November 2007, das Sozialwerk der Baden-Württembergischen Feuerwehren künftig Feuerwehrhotel Sankt Florian zu nennen.

## Museum
Dem Hotel ist ein kleines Museum mit historischen Feuerwehrgeräten und Ausrüstungsgegenständen angeschlossen. Die ausgestellten Exponate zeigen einen Ausschnitt aus der 150-jährigen Tradition der Feuerwehren in Baden-Württemberg. Der Eintritt ist kostenlos, geöffnet ist das Museum Dienstag bis Sonntag von 9.00 bis 16.00 Uhr.